# Sant Josep (metrostation)
Sant Josep is een metrostation aan lijn 8 van de metro van Barcelona. Dit station wordt ook aangedaan door diverse andere FGC-lijnen namelijk S33, S4, S8, R5 en R6 van de Línia Llobregat-Anoia. Dit station ligt onder Avinguda del Carrilet in de wijk Sant Josep, in L'Hospitalet de Llobregat.
Dit station is geopend in 1985, tijdens de uitbreiding van de lijn naar Cornellà-Riera.